# Drents Dorp
Drents Dorp is een buurt in het stadsdeel Strijp in Eindhoven, in de Nederlandse provincie Noord-Brabant. De buurt behoort tot de wijk Halve Maan. Op 1 januari 2023 telde de buurt 2.420 inwoners, verdeeld over 1.175 woningen, met een gemiddelde WOZ-waarde van € 334.000, op een oppervlakte van 0,45 km². 
Drents Dorp werd in de jaren twintig van de 20e eeuw gebouwd. Het was een wijk waar Philips de arbeiders huisvestte die uit Drenthe kwamen. De wijk herbergt, naast veel verwijzingen naar bomen (Eikenstraat, Wilgenstraat) ook veel straatnamen uit Gelderland. De gemeente wilde in die tijd de nieuwe buurten noemen naar gemeenten in Nederland. In de “Gelderse wijk” kwamen voornamelijk Drenten te wonen zodat de naam van de wijk Drents Dorp werd. Een op het oog vreemde straatnaam in de wijk is de Canadastraat, die echter vernoemd is naar de Canadese populier, in Noord-Brabant destijds veel gebruikt in de klompenindustrie en lokaal Kanidas genoemd.
Er staan ongeveer 1.000, voornamelijke vooroorlogse goedkope en kleine woningen. De wijk bestaat uit drie delen: Noord, Zuid en Oost. Strijp-R is nog in ontwikkeling maar hoort in principe ook bij Drents Dorp.

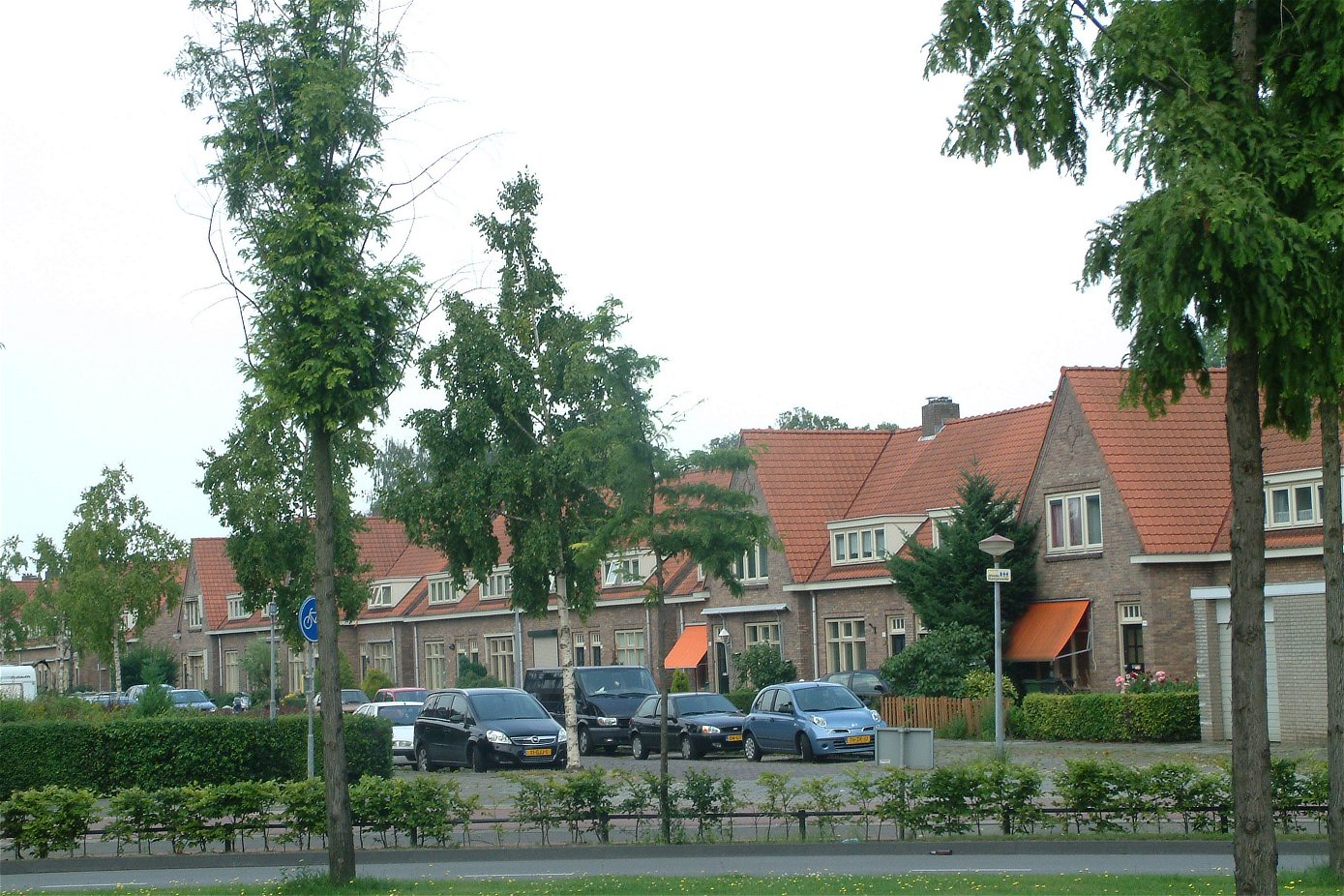
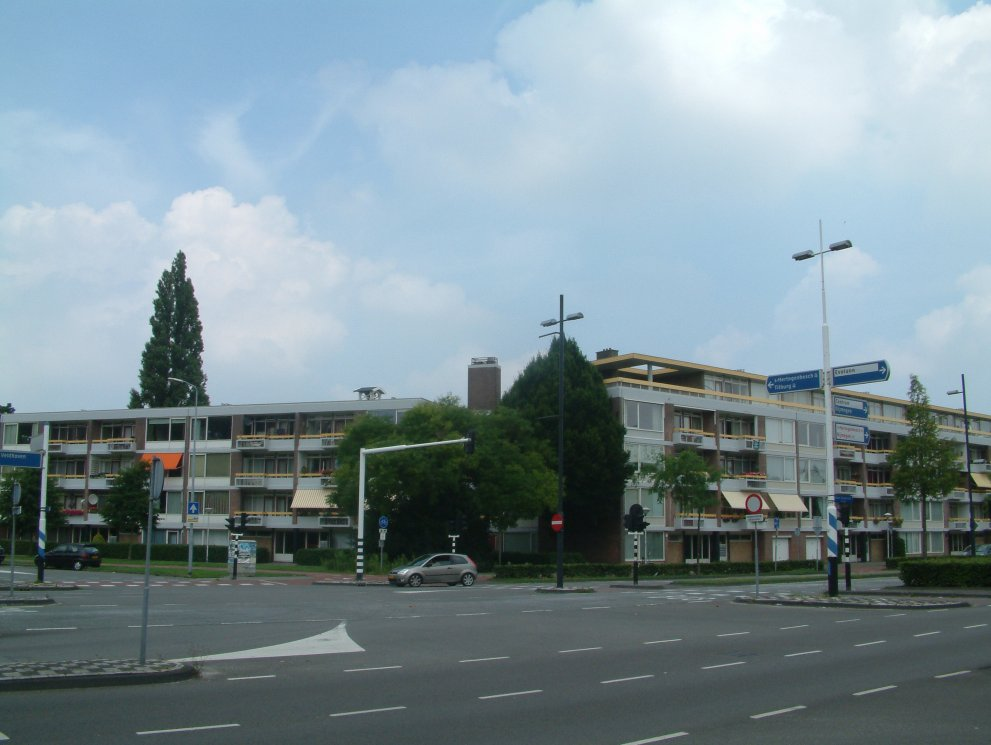